# Nyctyornis
Nyctyornis is een geslacht van vogels uit de familie bijeneters (Meropidae).

## Soorten
Het geslacht kent de volgende soorten:
- Nyctyornis amictus – Roodbaardbijeneter
- Nyctyornis athertoni – Blauwbaardbijeneter